# Josipa Lisac
Josipa Lisac (Zagreb, 14. veljače 1950.) hrvatska je pjevačica.

## Djetinjstvo i mladost
Josipa Lisac rođena je na Valentinovo, 1950. godine u Zagrebu. Njen otac, Josip, bio je državni službenik iz sela Mušaluk kod Gospića, a njena majka, Ana, domaćica iz Udbine. Ima mlađu sestru Mirjanu, za koju su svi tokom djetinjstva mislili da je njena blizanka. Još je kao dijete pokazivala smisao za modu. Voljela je zabavljati se krpicama, šivajući haljine za svoje lutke. Josipa Lisac je tu ljubav za krojenjem zadržala do danas, kada rado kroji sebi haljine. Osim mode, Josipa je oduvijek voljela i knjige. Spomenula je da naviše uživa u ljubavnim romanima i djelima Branka Miljkovića.
Kao dijete izuzetnog glazbenog talenta već u 10. godini postaje članica Dječjeg zbora Radio-televizije Zagreb. Pohađala je IV. gimnaziju u Zagrebu. Pjevajući ozbiljni glazbeni repertoar, od stare sakralne, preko klasične i moderne avangardne, sve do etno-tradicionalne glazbe, stječe bogato glazbeno obrazovanje.
Godine 1961. njihov zbor dobiva GRAND PRIX na natjecanju u Francuskoj, kao najbolji dječji zbor na svijetu. Premda odgajana na Monteverdiju, Bachu, Beethovenu, Brittenu,[nedostaje izvor] vrlo brzo pokazuje svoje pravo zanimanje za rock glazbu, te 1967. postaje glavni vokal rock-grupe O'Hara, a zatim grupe Zlatni akordi. 

## Upoznavanje s Karlom Metikošem
Poznanstvo, prijateljstvo i ljubav s popularnim skladateljem i pjevačem rock'n'rolla Karlom Metikošem određuje glazbenički i životni put Josipe Lisac. Metikoševo iskustvo i snažna autorska osobnost, uobličava Josipu Lisac kao jedinstvenu umjetnicu. 
Njihov prvi zajednički LP album iz 1973. godine, Dnevnik jedne ljubavi, ostaje do današnjeg dana jedan od najboljih konceptualnih rock ostvarenja.[nedostaje izvor]
Zajedno snimaju oko 13 LP albuma i CD-a: Hir, hir, hir, Lisica, Hoću samo tebe, s hitovima - O jednoj mladosti, Magla, Hir, hir, hir, Danas sam luda, Dok razmišljam o nama, Na, na, na, Ja bolujem' itd.
Josipa Lisac dokazuje svoj talent i vrlo zapaženom i zahtjevnom ulogom djevojke Jane u prvoj hrvatskoj rock operi, Gubec-beg, autora Ivice Krajača, Karla Metikoša i Miljenka Prohaske, koja je praizvedena 1975. godine. Najpoznatija i najizvođenija arija iz opere postaje Ave Maria, koja je do danas dio njenog koncertnog repertoara.
Tijekom 1976. godine snima i jazz album s velikanima svjetskoga jazza (Ernie Wilkins, Clark Terry, Johnny Basso...), pod naslovom Josipa Lisac & B.P. Convention Big Band International, u produkciji Boška Petrovića i Karla Metikoša. Zatim s Metikošem odlazi na tri godine u SAD, gdje snima i surađuje s vrhunskim američkim glazbenicima (Ira Newborn, Paulinho da Costa, Joel Peskin i dr.); plod ove suradnje album je Made in USA, snimljen 1979. na hrvatskom i engleskom jeziku, u studiju 55 u Los Angelesu, za Sounds Good Recordings.  
Po povratku u domovinu njezina karijera je na vrhuncu. Sudjeluje u američkom filmu Wallenberg: A Hero's Story (1985.) s Richardom Chamberlainom u režiji Lamonta Johnsona i u 9. epizodi prve sezone TV serije Dirty dozen (1988.) u režiji Lee Katzina. Također se pojavljuje u TV seriji Smogovci u epizodi Vjenčanje Dunje i Mazala iz 1992.
Slijede pozivi u mnoge kazališne predstave (Slovenija, Hrvatska i dr.), na mnoge koncertne turneje i snimanja. Višestruka je dobitnica nagrade Vokal godine, diskografske nagrade Porin i brojnih drugih nagrada.

## Poslije smrti Karla Metikoša
Iznenadna smrt Karla Metikoša 10. prosinca 1991., kao i turbulentan početak devedesetih, bitno mijenjaju kontekst njenog rada. Kroz godine koje slijede priređuje niz koncerata posvećenih Karlu, čija se tradicija održavanja nastavila do danas. 
Prvi takav koncert, naslovljen Ritam kiše, po hitu Matta Collinsa (Karla Metikoša) iz 1963., održan je na prvu obljetnicu njegove smrti, 1992. godine, u dvorani Istra (ZKM). Projekt je uključio pedesetak umjetnika iz više generacija, od Arsena, 4M, Crvenih koralja, do Nene Belana, Dina Dvornika i Psihomodo popa. Zvučni zapis s ovog koncerta objavljen je 1994. godine na albumu Ritam kiše, a sljedeće je godine osvojio Porina za najbolji kompilacijski album izvan klasične glazbe.
Porina 1996. godine dobiva za album Koncert u čast Karla Metikoša. Koncert je realiziran u suradnji s maestrom Igorom Kuljerićem, Simfonijskim orkestrom i zborom HRT-a u prosincu 1994. godine u novim orkestracijama za klasične instrumente. Pjesme Janino ludilo, Magla, Hazarder dobile su potpuno drugačiju interpretaciju. Suradnja se nastavlja 1997. godine, kada surađuju na koncertnoj obradi rock-opere Gubec-beg. Ovaj projekt, realiziran kao svojevrstan spoj glazbenog i glumačkog, na pozornicu Lisinskog doveo je i Dadu Topića, Massima Savića, Tonija Cetinskog, Anju Šovagović-Despot, Dragana Despota i Filipa Šovagovića.
U sjećanje na Karla na desetu obljetnicu njegove smrti, uz deset svijeća na pozornici, ponovo nastupa u Lisinskom, ovoga puta uz sastav glazbenika mlađe generacije (Gojko Tomljanović – klavijature; Josip Grah – truba, harmonika; Borna Šercar – bubnjevi, udaraljke; Davor Ivelić – bas-gitara; Robert Vnuk – gitara). Dio zvučnog zapisa s ovog koncerta, zajedno s koncertnim zapisima s ljubljanskih Križanki i mariborskog Lent festivala, objavljen je 2002. godine na dvostrukom CD izdanju Josipa Lisac Live. 
Na koncert 8. veljače 2005. na daskama HNK u Zagrebu, ponovo uz Simfonijski orkestar i zbor HRT-a, a pod ravnanjem maestra Tončija Bilića, Josipa Lisac uz arije iz Gubec-bega izvodi i pjesme iz svjetski poznatih mjuzikala S. Sondheima, K. Weilla, L. Bernsteina i dr.
Godine 1994. gostuje u teatru Koreodrama u Sloveniji u predstavi Suzna Maria Sirakuška koju je napisao i postavio D. Z. Frey. Po drugi put u istom teatru nastupa 1997. godine u predstavi istog autora Schizophrenia, s kojom je gostovala i na Europskom festivalu teatra.
Godine 1997. na 8 diskova izlazi Josipa Lisac – Antologija, s materijalima i albumima od 1967. do 1997., jedan od prvih pothvata ovakve vrste u domaćoj diskografiji.
Njen album Život iz 2000. godine obilježio je suvremen zvuk i koketiranje s elektronikom, zahvaljujući suradnji s producentom i aranžerom Gojkom Tomljanovićem. Nekoliko pjesama s ovog albuma prethodno je promovirano na festivalima poput Melodija hrvatskog Jadrana, te na splitskom i zadarskom festivalu. Poslije 13 godina izdavačke pauze (od albuma Boginja 1987.), promovira album Život na koncertu za Karla, u prosincu 2000. godine. Čini to u zagrebačkom kazalištu Komedija, na istoj pozornici, gdje je gotovo tri desetljeća ranije promovirala Dnevnik jedne ljubavi.
Na koncertu u počast pjesmama A.Dedića u Opatiji 2003. izvodi obradu pjesme Što me čini sretnom s kojom je kao samostalni vokalist debitirala na Opatijskom festivalu 1968. Radi i obradu Oluje povodom koncerta posvećenog pjesmama Zdenka Runjića u Opatiji 2004. Na koncertu posvećenom skladbama Drage Mlinarca u Zagrebu 2005. godine izvodi pjesmu Helena lijepa i ja u kiši.

## Svestrane suradnje
Kroz svoje brojne suradnje dolazi u dodir s različitim glazbenim idiomima. Pjeva sevdalinke Omer beže i Niz polje idu, babo, sejmeni, snimljene uz ansambl Ratomira Petkovića, u Sarajevu 1974. godine. Osamdesetih godina 20. stoljeća surađuje s Bajagom na pjesmi Mislim 300 na sat. Devedesetih, kroz suradnju s Dinom Dvornikom 1992. dotiče funk u pjesmi Rušila sam mostove od sna. Godine 1992. radi cijeli album s božićnim pjesmama, Čestit Božić, uz akademski zbor I. G. Kovačić, maestra Sašu Britvića i orguljaškog virtuoza Maria Penzara. U suradnji s grupom Boa 1995. rađa se hit Kao mir. Godine 1997. vidimo je na koncertu Prljavog kazališta, uz Mel Gaynora na bubnjevima, Simfonijski orkestar i zbor HRT-a, ponovo pod ravnanjem maestra Kuljerića pjeva Dođi sada, Gospode. Surađujući s Cubismom, u obradi pjesme Na, na, na, igra u ritmu salse. 
U drugoj polovici devedesetih, kroz nekoliko izvedbi izvornih narodnih pjesama, Josipa potvrđuje da se dobro snalazi i u etno vodama. Spomenimo njezine izvedbe pjesama  Vrbniče nad morem (1995. godine, uz pratnju zbora HRT-a), potom Vile Velebita (1996. god. na prvom etno festivalu u Neumu), te Oj sončece (1998., Vinkovačke jeseni). Godine 1999. pridružuje se Tediju Spalatu u Lisinskom gdje izvode pjesmu Dalmatino, povišću pritrujena. 
Godina 2001. donosi prvu Josipinu suradnju s Elvisom Stanićem, koji potpisuje aranžman za pjesmu Paučina, s kojom nastupaju na Melodijama Istre i Kvarnera. Paučinu su ispjevali zvukom jazza, ali na čakavskom dijalektu i na istarskoj ljestvici. 
Na koncertu u Lisinskom 2004. godine posvećenom maestru Dinku Fiju, njenom učitelju iz dana dječjeg zbora, uz klapu Nostalgija pjeva Kanela cvite mili moj. Nekoliko dana poslije, na velikom koncertu Cubisma u Lisinskom kao bis izvodi romski klasik Đelem, đelem u duetu sa Šabanom Bajramovićem. 
Krajem lipnja 2005. pjeva Ritam grada uz repera Marina Ivanovića Stoku. Nedugo potom na petom Liburnia Jazz Festu u Opatiji, kao gošća Elvisu Staniću pjeva fado; Elvis svira harmoniku, a Josipa izvodi La passion c'est trop court terme na francuskom.

## Inauguracija
Josipa Lisac na inauguraciji petog predsjednika Republike Hrvatske Zorana Milanovića otpjevala je hrvatsku himnu u posebnom aranžmanu, a na pianotronu ju je pratio Zvjezdan Ružić.

## Vizualna komponenta – stil, kreacije
Uz svu osebujnost njezina glasa, uz predanost glazbi koja je njena strast i njen život, Josipa svoju snažnu umjetničku individualnost izgrađuje i kroz svoju vizualnu prepoznatljivost. Njezine frizure, modne kreacije u kojima se pojavljuje, te make up koji ih prati, u pravilu izazivaju pozornost. Mnoge od tih kreacija, uz izuzetne portrete, bile su predstavljene 1998. godine na izložbi fotografija Željka Koprolčeca, koja je popratila predstavljanje kompilacijskog CD-a The best of, u zagrebačkom Muzeju za umjetnost i obrt. Tom prigodom održana su dva koncerta, 9. i 10. prosinca, također posvećena Karlu Metikošu. U sjećanju publike ostale su, tada izvedene, skladbe Panis angellicus, kao i legendarna jazz skladba Do nothing 'till you hear from me Dukea Ellingtona, uz pratnju jazz glazbenika Boška Petrovića i Nevena Frangeša. 
Festivalski nastupi u oslikanoj haljini ili togi krajem šezdesetih i početkom sedamdesetih, zatim perike od papira, ikebana frizure i spektakularni nastup kada je haljinom zagrlila cijelu pozornicu tijekom osamdesetih, potom ljubičasta kosa i otmjene haljine devedesetih, do haljine-skulpture od aluminija 2000. godine i tirkizne kose u godinama poslije, nezaboravne su slike s potpisom. Zbog takvih slika – koje su nekada nesumnjivo bile predmetom ismijavanja i izrugivanja, potom naprosto šok ili iznenađenje, a s godinama se sve više cijenile kao nezaobilazni pečat njezinog stila, kao svojevrsni brand, na prvoj dodjeli Hrvatskog modnog Oscara 2004. godine, u kategoriji najbolje odjevene pjevačice, naprosto nije moglo biti dileme. Josipina konstatacija da je izgleda konačno i ona došla u modu, izrečena na dotičnoj dodjeli, dobila je svoju potvrdu dvije godine kasnije, kada se isti kipić našao u njenim rukama po drugi put.

## Diskografija

### Zlatni akordi
- Lopov/Halo taxi/Voljeti, to je radost/To je naša ljubav (1968.)
- Sunce sja za nas (1968.)

### Singl albumi
- Nitko nije kao ti/Naša ljubav (1969.)
- Živim samo za tebe/Prijatelji (1969., sa Zlatnim akordima)
- Život moj/Spustila se kiša (1970.)
- Kapetane moj/I teče, teče vrijeme (1970.)
- Oluja/Osamljenost (1970.)
- Samujem u samoći sama/Sve majke svijeta uz more (1971.)
- Raduj se srce moje/Još te čekam (1972.)
- Dok razmišljam o nama/Bez tebe (1972.)
- Na, na, na, na/Večer u luna parku (s grupom Time) (1973.)
- Ostaješ mi samo ti/Ležaj od suza (1974.)
- Omer-beže/Niz polje idu, babo, Sejmeni (1974.)
- Činim sve u krivi čas/Čovjek (1976.)
- Danas sam luda/Lažeš da si moj (1987.)
- Ja bolujem (1987.)
- Josipa Lisac/New Swing Quartet – Samo iluzija / Vir (1991.)
- Flyer feat. Josipa Lisac – O jednoj mladosti (2004.)
- 1000 razloga (2007.)

### LP albumi
- 1941. Poema Branka Ćopića (1971.) Korni grupa, Dado Topić & Josipa Lisac
- Dnevnik jedne ljubavi (1973.)
- Najveći uspjesi '68./ '73. (1974.)
- Majko zemljo (1974.) Tihomir Pop Asanović/Josipa Lisac je gost vokal
- Gubec-beg (rock-opera) (1975. – Josipa je pjevala/igrala Janu)
- Josipa Lisac & B.P. Convention Big Band International (1976.)
- Made in USA (1979.)
- Hir, hir, hir (1980.)
- Lisica (1982.)
- Hoću samo tebe (1983.)
- Jahači magle (1986) Bajaga/Josipa Lisac je gost vokal
- Boginja (1987.)
- Balade (1987.)
- Live in Lap (1992.)
- Čestit Božić (1992.)
- Ritam kiše (1993.)
- Koncert u čast Karla Metikoša (1995.)
- Antologija (1997.)
- The best of (1998.)
- Život (2000.)
- Josipa Lisac Live (2002.)
- The best of (2004.)
- The Platinum Collection (2007.)
- DVD Koncert ljubavi u čast Karla Metikoša. (2007.)
- Živim po svome (2009.)

## Vanjske poveznice
- Službene stranice Josipe Lisac